# 螣蛇十
蝎虎座β，又名BD+51 3358，HD 212496、SAO 34395、HR 8538，是蝎虎座的一颗恒星，视星等为4.43，位于銀經101.26，銀緯-4.3，其B1900.0坐标为赤經22h 19m 37.5s，赤緯+51° -4.3′ 41″。